# Aspistor luniscutis
Aspistor luniscutis är en fiskart som först beskrevs av Valenciennes, 1840.  Aspistor luniscutis ingår i släktet Aspistor och familjen Ariidae. Inga underarter finns listade.